# Rubensstraße 1 (München)

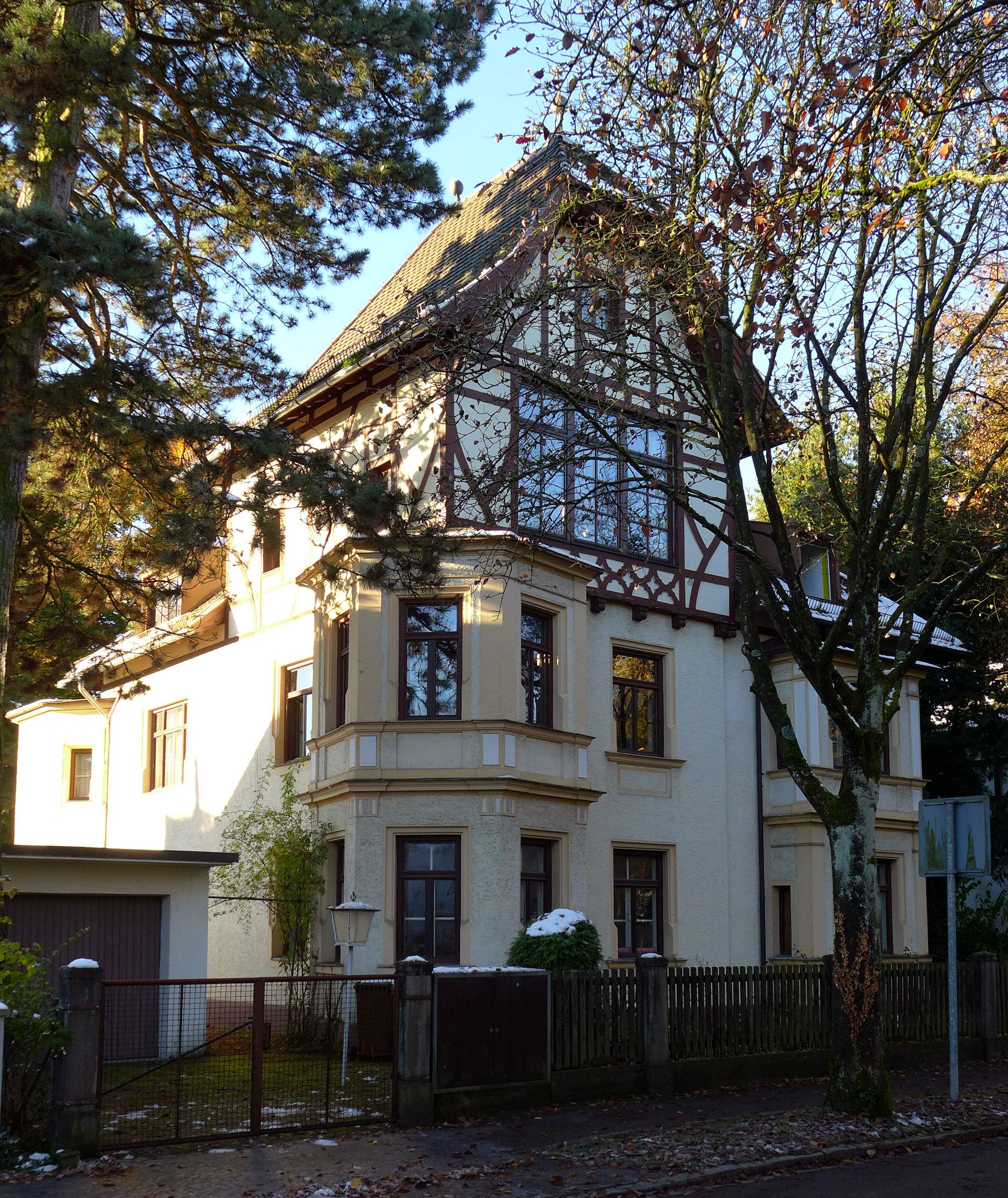
Haus Rubensstraße 1 in Obermenzing

Das Wohnhaus Rubensstraße 1 im Stadtteil Obermenzing der bayerischen Landeshauptstadt München wurde 1900 errichtet. Die Villa an der Rubensstraße, die zur Villenkolonie Pasing II gehört, ist ein geschütztes Baudenkmal.
Die Villa im Fachwerkstil wurde von Georg Doerner für den Maler und Bildhauer Georg Mattes erbaut. Es diente als Wohnhaus und Atelier. Der zweigeschossige Bau mit Erker im Stil der Neurenaissance besitzt einen hohen Atelier-Dachaufbau mit Fachwerkdekoration. Das Wohnhaus wurde als Zweifamilienhaus mit je einer Wohnung pro Stockwerk konzipiert.